# Pristimantis colostichos
Pristimantis colostichos es una especie de anfibio anuro de la familia Craugastoridae.

## Distribución
Esta especie es endémica del estado Mérida, Venezuela. Habita en Páramo de Los Conejos entre los 3000 y 3600 metros sobre el nivel del mar en la Serranía del Norte.

## Descripción
Las hembras miden 33 mm.

## Publicación original
- La Marca & Smith, 1982 Eleutherodactylus colostichos, a new frog species from the Paramo de Los Conejos, in the Venezuelan Andes (Anura: Leptodactylidae). Occasional Papers of the Museum of Zoology University of Michigan, vol. 700, p. 1-8[5]